# Corinthiscus insignicornis
Corinthiscus insignicornis is een keversoort uit de familie mierkevers (Cleridae). De wetenschappelijke naam van de soort is voor het eerst geldig gepubliceerd in 1861 door Fairmaire & Germain.